# Shirley Crowder
Shirley Crowder (Shirley Ann Crowder, verheiratete Meadows; * 22. März 1939 in Temple, Georgia) ist eine ehemalige US-amerikanische Hürdenläuferin.
Über 80 m Hürden wurde sie bei den Panamerikanischen Spielen 1959 in Chicago Sechste und schied bei den Olympischen Spielen 1960 in Rom im Vorlauf aus.
1957 und 1959 wurde sie US-Meisterin über 80 m Hürden und 1958 US-Hallenmeisterin über 50 Yards. Ihre persönliche Bestzeit über 80 m Hürden von 11,2 s stellte sie 1960 auf.